# Wyłczedrym (gmina)
Wyłczedrym (bułg. Община Вълчедръм)  − gmina w północno-zachodniej Bułgarii, w obwodzie Montana.

## Miejscowości
Miejscowości wchodzące w skład gminy Wyłczedrym:
- Botewo (bułg.: Ботево),
- Byzowec (bułg.: Бъзовец),
- Czerni wrych (bułg.: Черни връх),
- Dołni Cibyr (bułg.: Долни Цибър),
- Gorni Cibyr (bułg.: Горни Цибър),
- Ignatowo (bułg.: Игнатово),
- Mokresz (bułg.: Мокреш),
- Razgrad (bułg.: Разград),
- Septemwrijci (bułg.: Септемврийци),
- Wyłczedrym (bułg.: Вълчедръм) – siedziba gminy,
- Złatija (bułg.: Златия).